# Шиповник Беггера
Шиповник Беггера или Роза Беггера (лат. Rosa beggeriana) — вид растений, относящихся к роду Шиповник (Rosa) семейства Розовые (Rosaceae). Распространён в Иране, Афганистане, Казахстане, Монголии, Пакистане, Индии и Китае.

## Ботаническое описание
Кустарник высотой от 1,5 до 2, редко до 3 м. Кора на несколько изогнутых ветках вначале зелёная, иногда с красноватым оттенком, обычно с сизым налётом, позже пурпурно-коричневая и голая. Шипы встречаются единично и попарно под стеблевыми листьями, желтоватые или почти белые, длиной до 8 миллиметров, изогнутые, тонкие, постепенно сужающиеся к широкому основанию. В редких случаях на веточках также присутствуют щетинки.
Чередующиеся стеблевые листья разделены на черешок и листовую пластинку длиной от 3 до 9 сантиметров. Черешок и рахис листа опушённые, иногда имеют небольшие шипы. Два стебля обычно сросшиеся с черешком. Свободная часть семядолей яйцевидная с заострённым верхним концом и железистым зубчатым краем. Листовая пластинка перистая с пятью-девятью, редко одиннадцатью листочками, которые часто широко разделены. Листочки широко эллиптические или эллиптически-яйцевидные с почти округлым или широко клиновидным основанием, заостренным или округло-усеченным верхним концом и заострённым, однозубчатым краем и гладким верхним краем, 0,8-2,5 см длиной и 0,5-1,2 см шириной. Листочки с обеих сторон опушённые или голые. На нижней стороне листочков хорошо виден приподнятый срединный нерв, а на верхней стороне он вогнут.
Период цветения в Северном полушарии длится с мая по июль. Соцветия диаметром 2-3 сантиметра, зонтикообразной или метельчатой формы, содержат несколько цветков; редко цветки бывают одиночными. Один-три, редко четыре прицветника яйцевидные с заострённым верхним концом и железисто-зубчатым краем. Относительно тонкая цветоножка длиной 1-2 см голая или опушённая, редко железисто-опушённая. Цветки вместе с прицветниками имеют редкий железисто-зубчатый край.
Цветы вместе с прицветниками диаметром от 2 до 3, редко 3,5 сантиметров. Гермафродитные цветки радиально-симметричные, пятизубчатые с двойным околоцветником. Чашечка цветка почти шаровидная, безволосая или опушённая. Пять листовидных чашелистиков, которые опадают до созревания плода, ланцетные, с железистыми опушёнными волосками на нижней стороне, густыми мелкими опушенными волосками на верхней стороне, край простой, верхний конец длиннозаострённый; прямостоячие или восходящие после антезиса. Пять свободных белых или редко розовых венчиков широкояйцевидные с ширококлиновидным основанием и ободранным верхним концом. Многочисленные тычинки намного длиннее, чем стилеты. Многочисленные стили густо покрыты ворсинками и образуют компактную головку.
Красные, черновато-пурпурные, голые плоды шиповника относительно небольшие, почти шаровидные, редко яйцевидные, диаметром от 0,6 до 1, редко до 1,5 сантиметров. При созревании чашечка опадает вместе с чашелистиками. В Китае плоды созревают с июля по октябрь.
Число основных хромосом x =7; присутствует диплоидия, то есть 2n = 14. Существуют также популяции с тетраплоидией.

## Распространение и экология
Вид предпочитает континентальный климат с жарким летом и холодной зимой. Кустарник, размножается с помощью «корневых отростков», которые пахнут гнилью, привлекая мух для опыления. Процветает в климатической зоне 5 USDA (температуры −22 до −27 °C).
Ареал вида находится в Иране, Афганистане, Казахстане, Монголии, Пакистане, Индии и Китае.
Rosa beggeriana используется при скрещивании в некоторых гибридах.

## Систематика
Вид был открыт натуралистом Александром Густавом фон Шренком во время экспедиции в Туркестан. Ботаники описали до 50 подтаксонов, большинство из которых уже не используются. Первое описание было опубликовано Шренком в 1841 году в Friedrich Ernst Ludwig von Fischer and Carl Anton von Meyer: Enumeratio Plantarum Novarum, vol. 1, p. 73.
Было описано несколько сортов Rosa beggeriana:
- Rosa beggeriana var. beggeriana Schrenk ex Fisch. & C.A.Mey: распространён в Афганистане, Казахстане, Монголии и Китае. Процветает на склонах, в долинах, берегах рек и вдоль обочин дорог на высоте от 900 до 2000 метров в китайских провинциях Ганьсу и Синьцзян.
- Rosa beggeriana var. lioui (T.T.Yü & H.T.Tsai) T.T.Yü & T.C.Ku: встречается только в Уйгурском автономном районе Синьцзян[2].

## Похожие виды
Два вида Rosa beggeriana и Шиповник рыхлый, встречающиеся в Синьцзяне, морфологически очень похожи, и главная отличительная особенность заключается в том, что чашелистики на спелых плодах у Rosa beggeriana опадают, а у Шиповника рыхлого они прочно удерживаются.